# Desenvolupament del cànon de l'Antic Testament
L'Antic Testament és la primera secció del cànon cristià bíblic de dues parts, que inclou els llibres de la Bíblia hebrea o protocanònics i en algunes denominacions cristianes també inclou diversos llibres deuterocanònics. Martí Luter, qui sostingué els antics precedents jueus, n'exclou els llibres deuterocanònics de l'Antic Testament de la seva traducció de la Bíblia (el denominat cànon de Luter), col·locant-los en una secció que titulà «apòcrifs» (no iguals en autoritat a l'Escriptura, però edificants), diferent del cànon que s'afirmaria al Concili de Trento l'any que Luter morí (1546). D'altres esglésies també diferiren sobre la canonicitat de certs llibres. Com a resultat, els cristians ortodoxos, catòlics i protestants empren diferents cànons, que difereixen respecte dels texts que s'inclouen a l'Antic Testament i respecte dels Antilegomena del Nou Testament.
Les diferències entre la Bíblia hebrea i d'altres versions de la Torà hebrea o Antic Testament com el Pentateuc samarità, el siríac, llatí, grec i d'altres cànons, són més substancials. Molts d'aquests cànons inclouen llibres i àdhuc seccions de llibres que els altres no ho fan pas.
Seguint la doctrina de Sant Jeroni Veritas Hebraica, l'Antic Testament protestant es compon dels mateixos llibres com la Bíblia hebrea, però amb un ordre i una divisió dels llibres diferents. Els protestants numeren els llibres de l'Antic testament com 39, mentre que la numeració del judaisme dels mateixos llibres n'és de 24. Això es deu que el judaisme considera Samuel, Reis i Cròniques formant un llibre cadascú, el grup dels 12 profetes menors en un sol llibre, i també considera Esdres i Nehemies com un sol llibre. A més a més, la Bíblia del judaisme és específicament el Text Masorètic. Algunes traduccions protestants de la Bíblia hebrea sovint tradueixen els texts des de la Septuaginta. També hi ha controvèrsia quant a si el Cànon de Trento és exactament el mateix que el de Cartago i Hipona.

## Els llibres protocanònics i deuterocanònics
Els cànons dels catòlics romans, ortodoxos orientals i no caledonians inclouen llibres, anomenats deuterocanònics, l'autoritat dels quals fou disputada pels erudits jueus com Rabí Akiva durant el desenvolupament del cànon hebreu del segle i, juntament amb el Nou Testament. Després de Martí Luter, els protestants també consideren els llibres deuterocanònics com a apòcrifs (no canònics).
Un registre primerenc dels llibres deuterocanònics es troba a la traducció al grec koiné de la Septuaginta des de les escriptures jueves. Aquesta traducció fou àmpliament emprada pels primers cristians, i és la que més sovint és citada (300 de 350 cites, incloent-hi moltes de les paraules de Jesús) al Nou Testament quan se cita la Bíblia hebrea. D'altres versions antigues dels texts en hebreu i en grec s'han descobert entre els manuscrits de la Mar Morta i al Caire.
L'explicació tradicional del desenvolupament del cànon de l'Antic Testament descriu dos conjunts de llibres de l'Antic Testament: els protocanònics i els deuterocanònics. Segons aquesta teoria, certs pares de l'Església acceptaren la inclusió dels llibres deuterocanònics en funció de llur inclusió a la Septuaginta (més notablement Agustí), mentre que d'altres qüestionaren llur estatus basant-se en llur exclusió de la Bíblia hebrea (més notablement Jeroni). Michael Barber sosté que aquesta reconstrucció de llarga tradició és manifestament inexacta i que «s'ha exagerat el cas contra els apòcrifs».
Mentre que els llibres deuterocanònics eren de vegades referenciats per alguns pares com a escriptura, homes com Sant Atanasi sostenien que eren de lectura solament i no havien de ser utilitzats per a la determinació doctrinal.
L’Enciclopèdia Catòlica atribueix el rang inferior als que els llibres deuterocanònics foren relegats per les autoritats com Orígenes, Atanasi i Jeroni, els paràmetres dels quals «massa rígids per a una concepció de la canonicitat, exigint que un llibre, per tenir dret a aquesta dignitat suprema, ha de ser rebut per tots, ha de tenir la sanció de l'antiguitat jueva, i a més ha de ser adaptat no només a l'edificació, sinó també a la ‹confirmació de la doctrina de l'Església›, prenent prestada la frase de Jeroni».

## Septuaginta

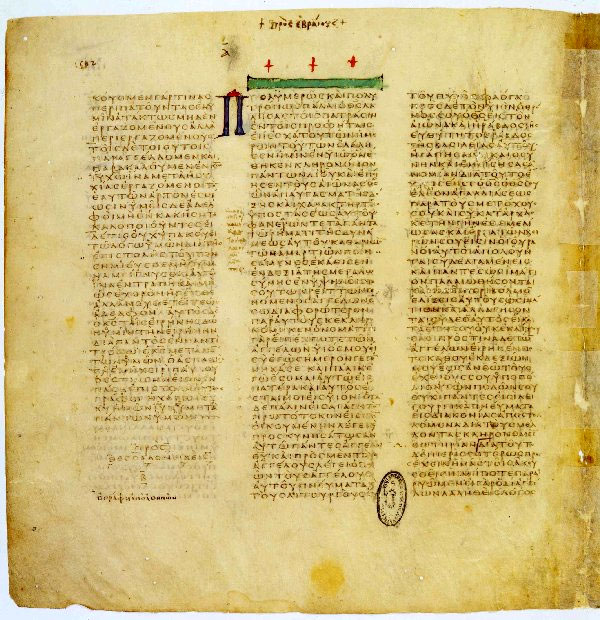
La Septuaginta: una pàgina del Còdex Vaticanus Graecus 1209, la base de la traducció a l'anglès de Sir Lancelot Brenton.

L'església cristiana primitiva emprà els texts grecs, atès que el grec era la lingua franca de l'Imperi Romà aleshores, i el llenguatge de l'església grecoromana (l'arameu era la llengua del cristianisme siríac, que emprà els tàrgumim). La Septuaginta sembla haver estat una font important per als Apòstols, però no pas l'única. Sant Jeroni mostra, per exemple, a Mateu 2, 15; 2, 23, Joan 7, 38 i 1 Corintis 2, 9-9 on es llegeixen cites que no es troben a la Septuaginta, però sí als texts hebreus. (Mateu 2, 23 no està present en el corrent de la tradició masorètica tampoc, tot i que segons Jeroni és una cita d'Isaïes 11, 1). Els escriptors del Nou Testament, en citar les escriptures jueves, o quan les posen en boca de Jesús, empren lliurement la traducció grega, la qual cosa implica que Jesús, els seus apòstols i els seus seguidors la consideraven fiable.
A l'església primitiva, la presumpció que la Septuaginta fou traduïda pels jueus abans de l'era de Crist, i que en certs llocs la Septuaginta dona una major interpretació cristològica dels texts hebreus del segle ii, fou presa com a prova que els jueus havien canviat el text hebreu, d'una manera que el feu menys cristològic. Per exemple, Ireneu de Lió en relació amb Isaïes 7, 14: la Septuaginta escriu clarament d'una verge (παρθένος en grec) que concebrà, mentre que el text hebreu fou, segons Ireneu, en aquell moment interpretat per Teodoció i Aquila (tots dos prosèlits de la fe jueva) com una dona jove que concebrà. Segons Ireneu, els ebionites empraren això per afirmar que Josep era el pare (biològic) de Jesús. Des del punt de vista d'Ireneu que era heretgia pura, facilitada per les tardanes alteracions anti-cristianes de les escriptures en hebreu, com és evident per mitjà de la més antiga, precristiana, Septuaginta.
Quan Jeroni emprengué la revisió de les antigues traduccions llatines de la Septuaginta, comparà la Septuaginta amb els texts hebreus que estaven disponibles aleshores. Trencà amb la tradició eclesiàstica i traduí la major part de l'Antic Testament de la Vulgata des de l'hebreu en comptes del grec. La seva decisió fou severament criticada per Agustí d'Hipona, el seu contemporani; una allau de crítiques, molt menys moderades, vingueren dels que consideraven Jeroni com un falsificador. Mentre que, d'una altra banda, argumentà a favor de la superioritat dels texts hebreus en la correcció de la Septuaginta tant per motius filològics i teològics; d'una altra, en el context de les acusacions d'heretgia contra ell, Jeroni brindà un reconeixement menor als texts de la Septuaginta.
L'església ortodoxa oriental encara prefereix utilitzar la Septuaginta com a base per a la traducció de l'Antic Testament a d'altres llengües. Els ortodoxos orientals també empren la LXX (Septuaginta) sense traduir en grec com la llengua litúrgica, per exemple, a l'Església Ortodoxa de Constantinoble, l'Església Ortodoxa Grega i l'Església Ortodoxa de Xipre. Les traduccions crítiques de l'Antic Testament, en emprar el text masorètic com a base, consulten la Septuaginta i d'altres versions, en un intent de reconstruir el significat del text hebreu, sempre que aquest text no estigui clar, indubtablement corrupte o ambigu. Per exemple, el Pròleg de la Bíblia de Jerusalem diu: «només quan aquest (el text masorètic) presenta dificultats insuperables s'empren esmenes o d'altres versions, com la (...) LXX, han estat emprades». El pròleg del traductor de la Nova Versió Internacional diu: «Els traductors també consultaren les primeres versions més importants (incloent) la Septuaginta. (...) Les lectures d'aquestes versions han estat seguides ocasionalment on el TM semblava dubtós (...)».

## Marció
No tots els primers cristians aprovaren l'ús de les escriptures jueves. Marció rebutjà la Bíblia hebrea i pressionà per a l'adaptació del que formaria part del Nou Testament en el cànon cristià. L'any 140 fou expulsat de la comunitat cristiana de Roma i formà una església pròpia. Durant 100 anys els seus seguidors desafiaven els dogmes d'altres grups cristians. L'Enciclopèdia Catòlica de 1913 descriu Marció com «potser l'enemic més perillós que el cristianisme no hagi conegut».
Everett Ferguson, al capítol 18 de The Canon Debate cita De praescriptione haereticorum 30 de Tertul·lià:
Atès que Marció separava el Nou Testament de l'Antic, [el Nou Testament] és subseqüent a allò que se'n separà, atès que fou només en el seu poder per separar el que estava unit amb anterioritat. Després d'haver estat units previ a llur separació, el fet de llur posterior separació demostra la subseqüència també de l'home que efectua la separació.
La nota 61 de la pàgina 308 hi afegeix:
[Wolfram] Kinzig suggereix que fou Marció qui usualment anomenava la seva Bíblia testamentum [en llatí significa testament].
D'altres estudiosos proposen que fou Melitó de Sardes qui originàriament encunyà la frase «Antic Testament», que s'associa amb el supersessionisme.
Per a la majoria dels primers cristians la Bíblia hebrea era «Escriptura Sagrada», però calia entendre-la i interpretar-la a la llum de les conviccions cristianes.

## Eusebi sobre Melitó i Orígenes
La primera llista de llibres de l'Antic Testament compilat per una font cristiana és registrada per l'historiador de l'Església del segle V Eusebi de Cesarea. Eusebi descriu la col·lecció d'un bisbe del segle ii, Melitó de Sardes. La llista de Melitó, datada c. 170, fruit d'un viatge a Terra Santa (probablement la famosa biblioteca de Cesarea Marítima) per determinar tant l'ordre i el nombre de llibres de la Bíblia hebrea; malgrat que sembla seguir l'ordre dels llibres presentats a la Septuaginta, tanmateix, ell no enumera el Llibre d'Ester o els apòcrifs (tret possiblement del Llibre de la Saviesa).
Eusebi també registra un cànon de 22 llibres d'Orígenes d'Alexandria.

## Constantí el Gran
El 331, Constantí I el Gran comissionà Eusebi a lliurar cinquanta Bíblies per a l'Església de Constantinoble. Atanasi (Apol. Const. 4) registrà l'existència d'escribes alexandrins (uns 340) que preparaven les Bíblies per a Flavi Juli Constant. Poc més se'n sap, tanmateix, n'hi ha moltes especulacions. Per exemple, s'especula que això pot haver proporcionat la motivació per a les llistes canòniques, i que el Còdex Vaticanus i el Còdex Sinaiticus poden ser exemples d'aquestes Bíblies. Juntament amb la Peixitta i el Còdex Alexandrinus, aquestes són les primeres Bíblies cristianes existents. No hi ha evidència entre els cànons del Primer Concili de Nicea de qualsevol determinació sobre el cànon, tanmateix, Jeroni (347-420), al seu Pròleg a Judit, escriu que el Llibre de Judit fou «apreciat pel Concili de Nicea, per haver estat comptat entre el nombre de les Sagrades Escriptures».

## Sant Jeroni
Jeroni expressà certa inquietud sobre l'autoritat dels llibres apòcrifs. Estava d'acord en general amb la posició jueva, i separà als llibres addicionals que es trobaven a la Septuaginta en comparació amb el cànon jueu, si bé admeté que podrien ser edificants.
En els seus pròlegs, Jeroni argumentà a favor de la Veritas Hebraica, ço és, la veritat del text hebreu sobre les traduccions de la Septuaginta i la Vetus Llatina. El seu Prefaci dels llibres de Samuel i Reis inclou la següent declaració, comunament anomenat el Pròleg d'Elm.
Aquest pròleg a les Escriptures pot servir com un prefaci amb elm per a tots els llibres que hem vessat de l'hebreu al llatí, perquè puguem estar-ne segurs que qualsevol que estigui més enllà d'aquests ha de ser reconegut entre els apòcrifs. Per tant, la Saviesa de Salomó, com se l'anomena comunament, i el llibre del Fill de Sirà i Judit i Tobies i el Pastor no es troben al cànon. El primer llibre dels Macabeus he trobat que és hebreu, el segon és grec, com es pot comprovar des del mateix estil.
A demanda dels bisbes, tanmateix, feu traduccions de Tobit i Judit de texts hebreus/arameus, que deixà clar als seus pròlegs que es consideraven apòcrifs. A més d'aquests, la Vulgata de l'Antic Testament incloïa llibres fora dels 24, molts de la Vetus Llatina, que Jeroni no traduí de nou.